# Dragon Ball Z: Tatta Hitori no Saishū Kessen
Dragon Ball Z: Bardock - Cha của Goku (ドラゴンボールZ たったひとりの最終決戦～フリーザに挑んだZ戦士 孫悟空の父～ Doragon Bōru Zetto Tatta Hitori no Saishū Kessen) là truyền hình đặc biệt đầu tiên của Dragon Ball Z. Câu chuyện kể về Bardock, cha của Goku tìm ra âm mưu tiêu diệt chủng tộc Saiyan của Fide. Bộ phim được sản xuất ở Nhật Bản vào ngày 17 tháng 10 năm 1990 và Hoa Kỳ vào ngày 19 tháng 2 năm 2008.

## Tổng quan
Câu chuyện kể về Bardock, cha của Goku đang tìm ra âm mưu tiêu diệt chủng tộc Saiyan của Fide (Frieza).

## Lồng tiếng
| Nhân vật  | Lồng tiếng (Tiếng Nhật) | Lồng tiếng (Tiếng Anh)          |  |
| --------- | ----------------------- | ------------------------------- |  |
| Bardock   | Nozawa Masako           | Sonny Strait                    |  |
| Kakarot   | Nozawa Masako           | Sean Schemmel Stephanie Nadolny |  |
| Tora      | Sogabe Kazuyuki         |                                 |  |
| Frieza    | Nakao Ryusei            |                                 |  |
| Vegeta    | Horikawa Ryo            |                                 |  |
| Borgos    | Shioya Kôzô             |                                 |  |
| Shugesh   | Watabe Takeshi          |                                 |  |
| Fasha     | Mita Yuko               |                                 |  |
| Nappa     | Iizuka Shozo            |                                 |  |
| Zarbon    | Hayami Sho              |                                 |  |
| Dodoria   | Hori Yukitoshi          |                                 |  |
| Narration | Yanami Joji             | Kyle Hebert Dale Kelly          |  |

## Âm nhạc
- OP (Opening Theme)
  1. "CHA-LA HEAD-CHA-LA"
    - Lời: Mori Yukinojō, Nhạc: Kiyoka Chiho, Arrangement: Yamamoto Kenji, Thể hiện: Kageyama Hironobu
- IN (Insertion Song)
  1. Solid State Scouter (ソリッドステート・スカウター Soriddosutēto Sukautā?)
    - Sáng tác: Iwazaki Fuminori, Arrangement: Dragon Magic Orchestra, Thể hiện: Tokio
- ED (Ending Theme)
  1. 光の旅 (Hikari no Tabi? Hành trình của ánh sáng)
    - Lời: Satō Dai, Nhạc: Kiyoka Chiho, Arrangement: Yamamoto Kenji, Thể hiện: Kageyama Hironobu & Kuko (Waffle)